# Chrysotrichia terpisaduri
Chrysotrichia terpisaduri är en nattsländeart som beskrevs av Wells 1993. Chrysotrichia terpisaduri ingår i släktet Chrysotrichia och familjen smånattsländor. Inga underarter finns listade i Catalogue of Life.